# Tarcza Amazonek

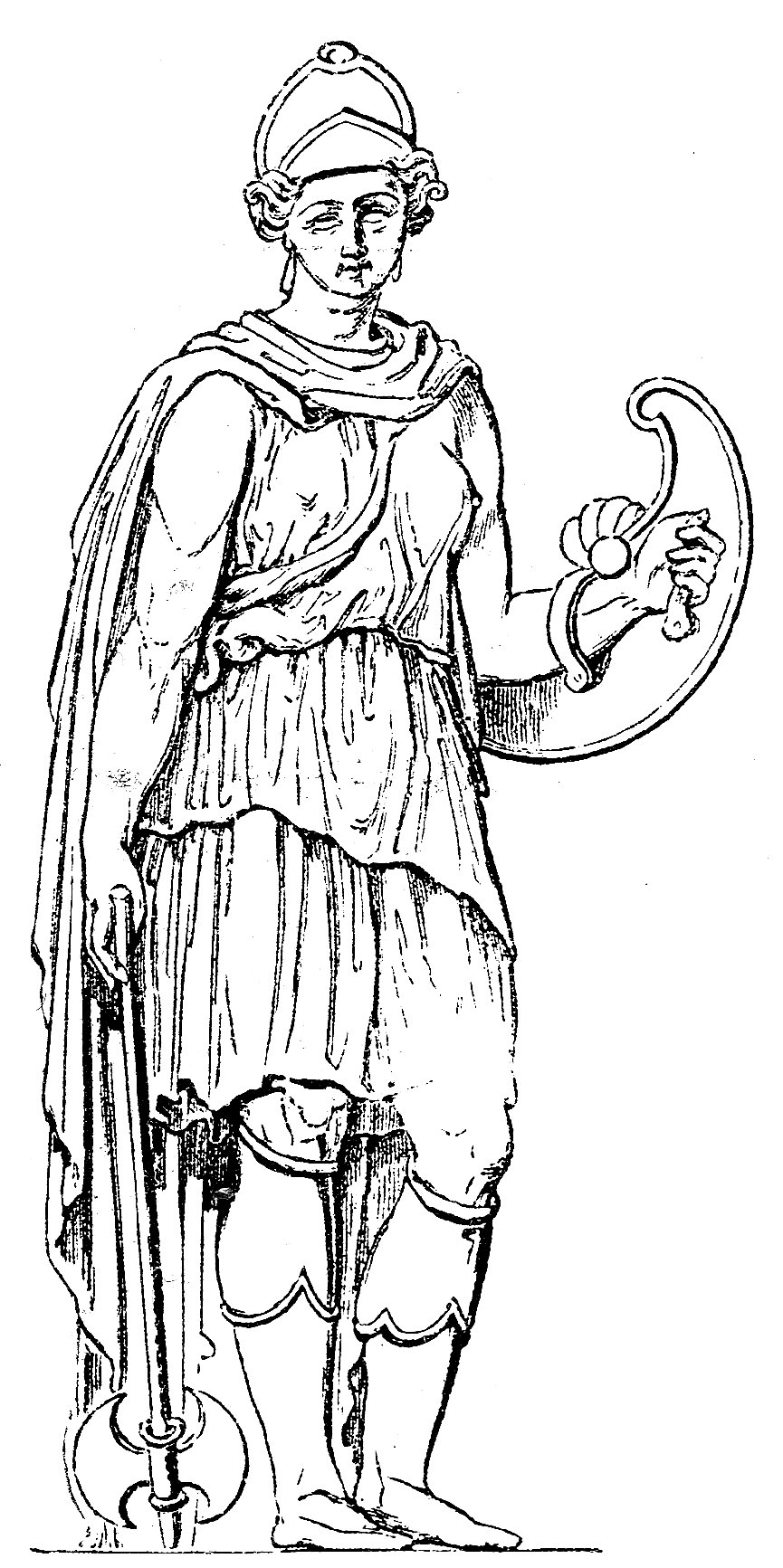
Amazonka z tarczą

Tarcza Amazonek (pelta) (gr. πέλτη péltē; łac. peltă) – mała tarcza greckiej lekkiej piechoty zwanej peltastami. 

Wykonana z wikliny i obciągnięta skórą, miała charakterystyczny kształt zbliżony do półksiężyca. Jako broń defensywna przypisywana też legendarnym wojowniczkom Amazonkom. Motyw tej tarczy stał się elementem zdobniczym, pojawiającym się na wyrobach ceramiki antycznej. Tarcza Amazonek znalazła się również w symbolice Legionów Józefa Piłsudskiego, uwidoczniona w graficznym projekcie orzełka legionowego autorstwa Czesława Jarnuszkiewicza, a także we współczesnej symbolice znaków Sił Zbrojnych Rzeczypospolitej Polskiej, gdzie orzeł biały trzyma w szponach taką tarczę.

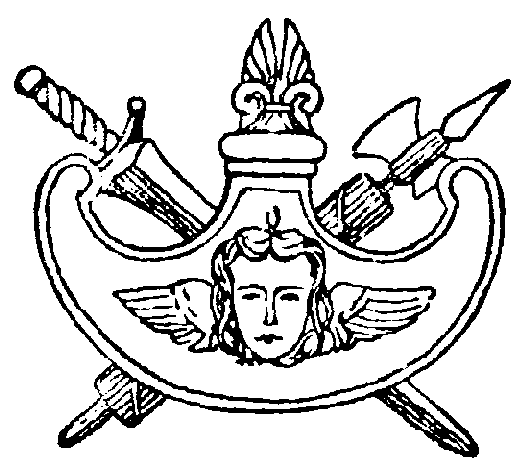
Pelta jako motyw plastyczny w sztuce
Orzeł Wojsk Lądowych z peltą